# Màniga

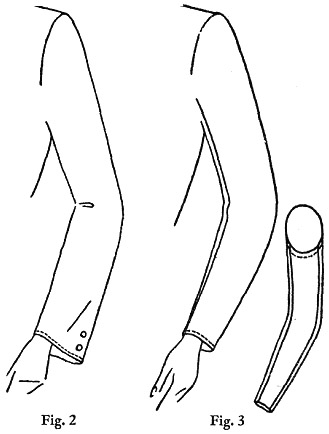
Màniga dreta llarga i recta

La màniga o mànega és la part d'una peça de roba que cobreix el braç, sigui parcialment o totalment. El tipus de màniga és un dels elements més característics de la moda, i varia segons països, períodes i sexes. L'extrem o terminació de la màniga s'anomena puny.
Segons la longitud, hi ha tres grans tipus de màniga:
- màniga curta, que no arriba al colze;
- màniga llarga, que cobreix fins al puny
- màniga tres quarts, que arriba al colze però no al puny.

La màniga llarga és la més habitual en les peces d'ús exterior, i l'exclusiva de les peces d'abrigar. La màniga curta sovinteja en roba interior, i també en peces exteriors d'estiu.
La màniga pot ser incorporada, si forma part de la mateixa peça que el cos, o, més sovint, muntada, si constitueix una peça independent cosida al cos. Existeixen també mànigues postisses (separables), però no són gaire habituals.

## Tipologia
Vet aquí alguns dels tipus de màniga més habituals actualment: 
- màniga recta
- màniga sastre
- màniga de camisa
- màniga de puny bufat
- màniga bufada
- màniga bombada
- màniga de volants
- màniga de campana
- màniga de martell
- màniga de ratpenat
- màniga de quimono
- màniga de pagoda
- màniga ràglan